# پارسبیت
پارسبیت که با نام پریسبیت نیز شناخته می‌شود، نجیب‌زاده‌ای خزری بود که در دهه ۷۳۰ میلادی می‌زیست. در منابع ارمنی همچو قوند، پارسبیت را «مادر خاقان» می‌نامند.

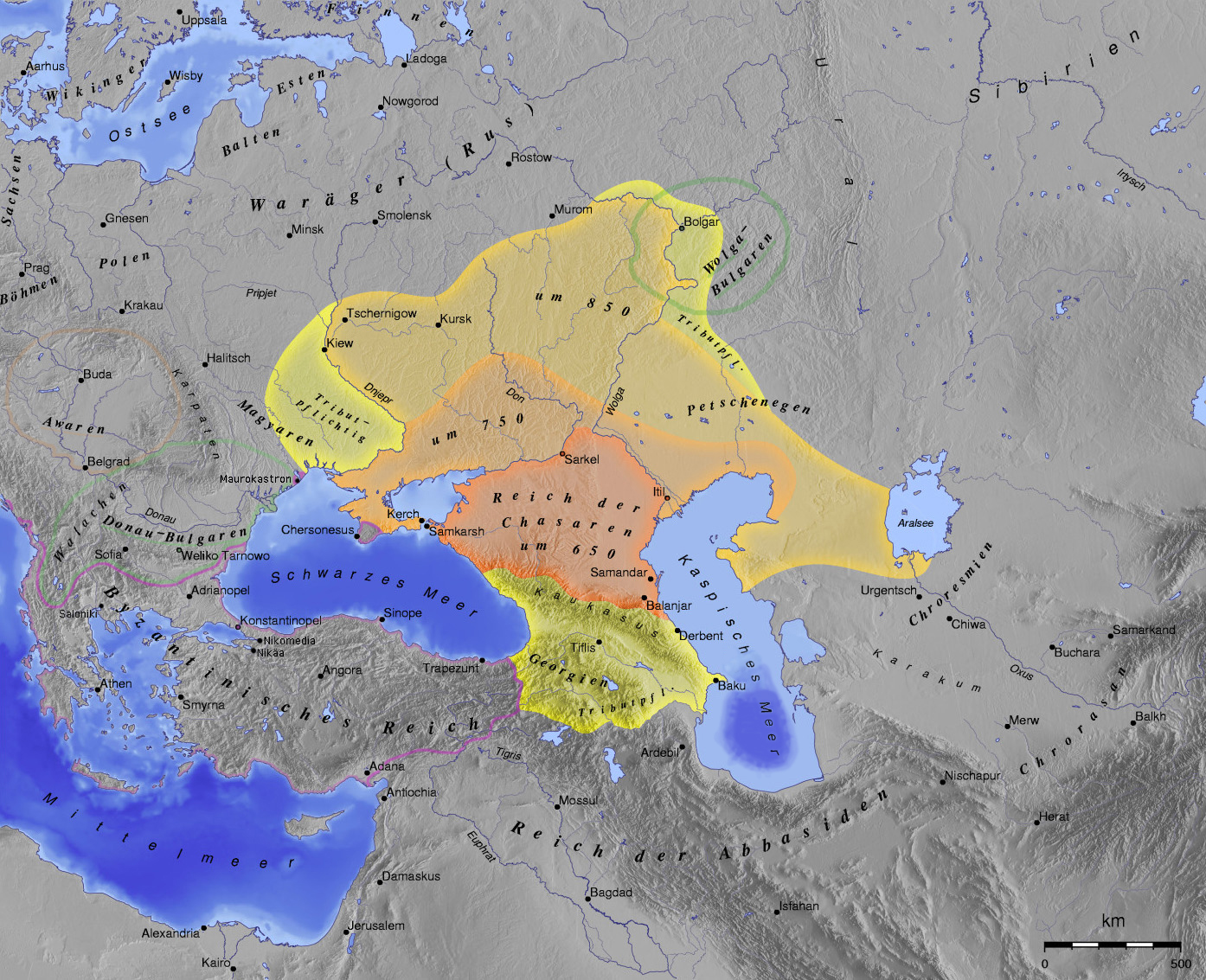
امپراتوری خزرها بین سال‌های ۶۵۰ تا ۸۵۰ میلادی

اینکه آیا او نایب السلطنه یک پادشاه شیرخوار بوده‌است یا اینکه آیا او به تنهایی حکومت می‌کرده، مشخص نیست. آنچه مسلم است این است که پارسبیت (که در برخی منابع بارزبک نیز نامیده می‌شود) قدرت بسیار زیادی داشته‌است و حتی فرماندهی ارتش‌هایی مانند نیروهای اعزامی که توسط تارماچ در سال ۷۳۰ علیه ارمنستان رهبری شدند را بر عهده داشته‌است.

## جنگ با ارمنی‌ها

### در تاریخ[۲]
مشخص نیست که آیا او نایب السلطنه یک پادشاه نالایق بوده یا اینکه از طرف خودش حکومت می‌کرد است. قوند اشاره می‌کند که پسرش که پادشاه خزری‌ها بوده‌است احتمالاً در اواخر دهه ۷۲۰ میلادی مرده‌است. همچنین نقل شده‌است که پس از مرگ پسرش پارسبیت به خزری‌ها دستور داده‌است تا به فرماندهی ژنرال تارماچ به ارمنستان حمله کنند. گفته می‌شود در جریان این تهاجم، خزرها حاکم ارمنی‌ها که «دجره بن الحکامی» نام داشته‌است را کشته‌اد و قلعه آمپریوتیک را محاصره کردند. همچنین نقل شده‌است که پس از آن ارتش عرب‌ها به خزرها حمله کرده‌اند و بسیاری از آنها را کشت‌اند که این منجر به شکسته شدن محاصره قلعه آمپریوتیک شده‌است.
در برخی منابع دیگر، یک خان «برجیک» به عنوان رهبر خزری‌ها در حمله به ارمنستان به جای تارماچ معرفی شده‌است و او آغازگر لشکرکشی ذکر شده‌است.

### در فرهنگ‌[۳][۴]
در دوره امپراتوری خزری‌ها، مردم بلغار که سابیرها نامیده می‌شدند با خزرها و قوم هون قبایلی هم‌خون، هم‌زبان، هم‌سنت تلقی می‌شدند. محققان زیادی هستند که ادعا می‌کنند زبان همه آنها بسیار نزدیک به زبان مدرن چوواش بوده‌است. 
زبان خزری‌ها به زبان بلغاری‌ها نزدیک بوده. این به وضوح توسط نویسندگان عرب اثبات شده‌است. به عنوان مثال، الستخری و پس از او ابن هاوکال نقل کرده‌اند: «زبان بلغارها شبیه به زبان خزری‌ها است.» خزری‌ها از نظر قومی به بلغارستانی‌ها نزدیک هستند…» , —
آرتامونوف این چنین نوشته‌است.
او چنین ادعا می‌کند که بلغارها و خزرها همان زبان چوواش را استفاده می‌کردند:
با رجوع به فرهنگ لغات بلغاری حفظ شده در «کتاب نام خان‌های بلغاری» و چندین کتیبه یافت شده در دانوب بلغارستان و در ولگا، مشخص شد که زبان بلغاری نزدیک به زبان مدرن چوواش بوده و متعلق به گروه غربی ترکی زبان‌ها بوده‌است که زبان‌های قبایل اوگوز-پچنگ نیز به آن‌ها تعلق داشتند، اما اویغورها متعلق به گروه ترک شرقی نبودند.
بلغاری‌ها و سوری‌ها در بیشتر موارد تمایل بیشتری به غرب داشتند و خزرها که دورتر از سایر قبایل تک زبانه زندگی می‌کردند، خیلی زود با پارسی‌ها وارد اتحاد شدند.
مورخان مدرن به‌طور کلی چوواش‌ها را فقط با بلغارها مرتبط می‌دانند و اشاره می‌کنند که چوواشی‌ها همیشه با خزری‌ها در جنگ بوده‌اند. بلغاری‌ها و سوری‌های در قفقاز شمالی زندگی می‌کردند و با یکدیگر ارتباط نزدیکی داشتند و در نتیجه حمله پارسبیت به ارمنستان این همبستگی‌های فرهنگی خود را نشان داد و در طی محاصره قلعه ارمنی‌ها عرب‌ها به کمک ارمنی‌ها آمدند و با خزری‌ها به مبارزه پرداختند و محاصره قلعه را شکستند.